# Theodor Schmucker
Theodor Schmucker (* 5. Mai 1894 in München; † 21. Juni 1970 in Göttingen) war ein deutscher Natur- und Forstwissenschaftler, der vor allem als Forstbotaniker hervorgetreten ist. Sein botanisches Autorenkürzel lautet „Schmucker“.
Schmucker studierte an der Ludwig-Maximilians-Universität München Naturwissenschaften mit den Fächern Biologie, Chemie und Geographie. Besonders interessierte ihn die Botanik und er betätigte sich als Assistent am Botanischen Institut. Nach dem Staatsexamen in den drei genannten Fächern 1921 und dem Assessorexamen für das höhere Lehrfach 1922 wurde er 1923 mit der Dissertation Zur Biologie und Morphologie geophiler Pflanzen an der Universität München promoviert. Seit 1927 war er Privatdozent in Göttingen.
Er war von 1937 bis 1962 als ordentlicher Professor Inhaber des Lehrstuhls für Forstbotanik und technische Mykologie an der Forstlichen Fakultät der Georg-August-Universität Göttingen in Hann. Münden und Direktor des dortigen Instituts für Forstbotanik und Forstpflanzenzüchtung, wie es seit 1953 hieß.
Schmucker führte die genetische Richtung in die Forstbotanik in Deutschland ein. Er hielt 1947 erstmals im deutschen Sprachraum Vorlesungen über Forstpflanzenzüchtung.
1956 wurde er zum Präsidenten der Deutschen Botanischen Gesellschaft gewählt.

## Schriften
- Endemismen und Charakterpflanzen von Kreta, Jena 1930
- Geschichte der Biologie, 1936
- Die Baumarten der nördlich-gemäßigten Zone, 1942
- Alexander von Humboldt zum Gedächtnis (= Göttinger Universitätsreden. Heft 25). Vandenhoeck & Ruprecht, Göttingen/Zürich.